# Supercoppa d'Europa 1987-1988 (hockey su pista)
La Supercoppa d'Europa 1987-1988 è stata l'8ª edizione dell'omonima competizione europea di hockey su pista. Alla manifestazione hanno partecipato gli spagnoli del Liceo La Coruña, vincitore della Coppa dei Campioni 1986-1987, e i connazionali del Barcellona, vincitore della Coppa delle Coppe 1986-1987.
A conquistare il trofeo è stato il Liceo La Coruña al primo successo nella sua storia.

## Squadre partecipanti
| Club            | Qualificazione                     | Partecipazioni precedenti (il grassetto indica la vittoria)      |
| --------------- | ---------------------------------- | ---------------------------------------------------------------- |
| Liceo La Coruña | Detentore della Coppa dei Campioni | Esordiente                                                       |
| Barcellona      | Detentore della Coppa delle Coppe  | 1980-1981, 1981-1982, 1982-1983, 1983-1984, 1984-1985, 1985-1986 |

## Risultati
| Squadra 1  | Totale | Squadra 2       | Andata | Ritorno |
| ---------- | ------ | --------------- | ------ | ------- |
| Barcellona | 5 - 8  | Liceo La Coruña | 4 – 4  | 1 – 4   |

| Barcellona 3 dicembre 1987 Finale di andata | Barcellona | 4 – 4 | Liceo La Coruña |  |

| La Coruña 8 dicembre 1987 Finale di ritorno | Liceo La Coruña | 4 – 1 | Barcellona |  |